# Raymond Gadabu

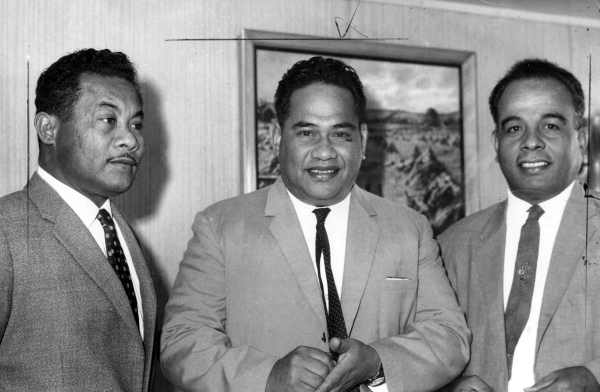
Raymond Gadabu (links) mit Hammer DeRoburt (Mitte)

Raymond Gadabu († 1964) war ein nauruischer Politiker. Er war ein Stammeshäuptling, bevor er im April 1953 Regierungsvorsitzender von Nauru wurde, als Timothy Detudamo starb; er verblieb im Amt bis Dezember 1955, als Hammer DeRoburt das Amt übernahm und darauf Nauru in die Unabhängigkeit 1968 führte. Gadabu blieb jedoch stellvertretender Regierungsvorsitzender unter DeRoburt.